# Prioniaceae
Prioniaceae is een botanische naam, voor een familie van eenzaadlobbige planten. Een familie onder deze naam wordt alleen recent en eigenlijk heel zelden erkend door systemen van plantensystematiek.
Ze wordt wél erkend door het APG-systeem (1998), maar weer niet door het APG II-systeem (2003), dat de betreffende planten invoegt bij de familie Thurniaceae.
Indien erkend, gaat het om een heel kleine familie, met een enkele soort, de palmiet die alleen voorkomt in Zuid-Afrika.
Het Cronquist systeem (1981) erkent deze familie niet.